# بونتيفيدرا (مقاطعة بوينس آيرس)
بُنتِفِدرة أو بونتيفيدرا (بالإسبانية: Pontevedra, Buenos Aires Province)‏ هي منطقة سكنية تقع في الأرجنتين في Merlo Partido. يقدر عدد سكانها بـ 33,515 نسمة وترتفع عن سطح البحر 17 متر.

## أعلام
- كارلوس غالفان